# بلاگووشچنسکویه (قزاقستان)
بلاگووشچنسکویه (به قزاقی: Blagoveshchenskoye) یک روستا در قزاقستان است که در تمیر واقع شده‌است. بلاگووشچنسکویه ۲۷۹ متر بالاتر از سطح دریا واقع شده‌است.